# Toxorhina (Ceratocheilus) capnitis
Toxorhina (Ceratocheilus) capnitis is een tweevleugelige uit de familie steltmuggen (Limoniidae). De soort komt voor in het Oriëntaals gebied.